# Salaak
Salaak (a volte erroneamente scritto e pronunciato Salakk, anche nei fumetti in cui è pubblicato) è un personaggio dei fumetti DC Comics. È un supereroe extraterrestre del pianeta Slyggia, ed un membro della forza di polizia intergalattica nota come il Corpo delle Lanterne Verdi. Ha l'aspetto di un insetto umanoide con la pelle color mattone e quattro braccia.

## Biografia del personaggio
Famoso pessimista e solitario, Salaak è una creatura di protocollo e legge. Come Lanterna Verde veterana, servì in molte campagne del Corpo nel corso degli anni. Durante la Crisi sulle Terre infinite protesse numerosi settori, ma trovò l'esperienza deprimente. Dopo di ciò, andò sulla Terra in cerca di compagnia tra i suoi compagni Lanterne Verdi. Servì con il contingente di Lanterne Verdi assegnate alla Terra e divenne un buon amico di Ch'p di H'Iven. Per qualche tempo, Salaak visse nel futuro, vivendo sotto l'identità di Pol Manning come Hal Jordan prima di Lui. Mentre era lì, Salaak sposò una donna umana.
Salaak ritornò nel presente per avvertire tutti della distruzione del Corpo. Ma fu troppo tardi per evitare l'esecuzione di Sinestro. La Batteria del Potere Centrale di Oa finì distrutta, e con essa, l'anello di Salaak divenne inutilizzabile. Si trasportò su H'Iven dove si riunì a Ch'p, una delle ultime Lanterne il cui anello funzionava ancora. Salaak rimase su H'Iven e agì come consulente di Ch'p finché non scoprì che i Guardiani erano tornati su Oa e avevano ricostituito il Corpo. I due fecero domanda per essere reinseriti tra i ranghi, ma Ch'p fu ucciso in un incidente stradale. Il Corpo fu distrutto di nuovo quando Hal Jordan, impazzito dopo la perdita dei suoi amici e di Coast City, divenne l'ospite dell'entità della paura conosciuta come Parallax. Le attività di Hal causarono di nuovo lo spegnimento della batteria Oana e Salaak, insieme a tutte le altre Lanterne, si ritrovò senza poteri.
Salaak fu catturato, insieme ad altre Lanterne ed un Darkstar. Erano in lista per divenire schiavi, ma l'ex Lanterna Verde Guy Gardner, con poteri che non derivavano dal suo Anello del potere, salvò l'intero gruppo.
Salaak partecipò alla commemorazione del servizio di Hal sulla Terra. Il Corpo, riformato di nuovo, vide Salaak come nuovo amministratore capo e Custode del Libro di Oa. Il Libro raccontava le avventure di tutte le Lanterne Verdi attraverso la storia dell'Universo.
Salaak rinforzò lo squadrone delle Lanterne inviandole a salvare Mogo da Ranx, la città senziente e da alcuni membri del Sinestro Corps. Espresse dispiacere verso il fatto che i Guardiani riscrissero il Libro di Oa per permettere la forza letale contro i membri del Sinestro Corps, ma senza smettere di servire.
Sopravvisse alla Guerra contro i Sinestro Corps con ferite gravi, e continuò a mantenere il suo ruolo come Custode del Libro di Oa. Venne tenuto fuori dal giro alcune volte, dai Guardiani, che non lo misero al corrente della loro idea di formare le Lanterne Alpha. Tuttavia, di recente, lo si vide litigare con Guy Gardner a proposito di un bar che quest'ultimo intendeva aprire su Oa. Salaak disapprovò all'istante, cosa che portò Guy a utilizzare il suo anello per fare una versione miniaturizzata di Salaak deridendolo per essere "andato in giro con i nani".

## Crisi finale e La notte più profonda
Salaak si vede in Crisi finale n. 5 come parte del processo ad Hal Jordan, accusato di deicidio.
Durante La notte più profonda, Oa fu sotto l'assedio del Corpo delle Lanterne Nere. Con la sparizione dei Guardiani, Salaak prese il comando del Corpo delle Lanterne Verdi e prevenne il tentativo delle Lanterne Alpha di prendere il controllo. Come primo comando, Salaak decretò che tutti gli anelli delle Lanterne cadute sarebbero stati trasferiti su Mogo, così da non mettere a rischio nessuna nuova possibile recluta.

## Altri media
- Ebbe un cameo nella serie animata Justice League.
- Salaak, insieme alle altre Lanterne Verdi, fu ucciso in un crossover con il fumetto della Dark Horse, Alien.
- Una versione animata di Salaak comparve nell'episodio "Super papero terrestre" della serie animata Duck Dodgers.
- La testa di Salaak fu ridisegnata nel 2005 così che i suoi occhi fossero sulla parte frontale del volto invece che al centro. Ch'p lo soprannominò testa di salamoia, a causa della forma della sua testa.
- Salaak comparve nella serie animata Batman: The Brave and the Bold, in un cameo con Ch'p negli episodi "Il cavaliere oscuro" e "L'attacco di Despero".
- Comparve anche come personaggio di supporto nei film animati Lanterna Verde: Prima missione e Lanterna Verde - I cavalieri di smeraldo.
- È comparso anche nella serie animata Lanterna Verde.
- Il personaggio comparve nel nuovo film d'animazione Justice League vs. the Fatal Five.